# Municipio de Oak Hollow
El municipio de Oak Hollow (en inglés: Oak Hollow Township) es un municipio ubicado en el condado de Hutchinson en el estado estadounidense de Dakota del Sur. En el año 2010 tenía una población de 41 habitantes y una densidad poblacional de 0,49 personas por km².

## Geografía
El municipio de Oak Hollow se encuentra ubicado en las coordenadas 43°13′6″N 98°2′26″O / 43.21833, -98.04056. Según la Oficina del Censo de los Estados Unidos, el municipio tiene una superficie total de 83.98 km², de la cual 83,93 km² corresponden a tierra firme y (0,07 %) 0,06 km² es agua.

## Demografía
Según el censo de 2010, había 41 personas residiendo en el municipio de Oak Hollow. La densidad de población era de 0,49 hab./km². De los 41 habitantes, el municipio de Oak Hollow estaba compuesto por el 100 % blancos. Del total de la población el 0 % eran hispanos o latinos de cualquier raza.